# Constantin Reiner
Constantin Simon Reiner (* 11. Juli 1997 in Oberndorf bei Salzburg) ist ein österreichischer Fußballspieler.

## Karriere
Reiner begann seine Karriere beim USK Obertrum. 2006 kam er in die Jugend des FC Red Bull Salzburg, bei dem er später auch in der Akademie spielte. Zur Saison 2014/15 wechselte er zum Landesligisten USK Anif. Sein Debüt für Anif in der Salzburger Liga gab er im August 2014, als er am ersten Spieltag jener Saison gegen die Amateure des SV Grödig in der Startelf stand. Zu Saisonende stieg er mit Anif in die Regionalliga auf.
In der Regionalliga debütierte er im Juli 2015, als er am ersten Spieltag der Saison 2015/16 gegen den USC Eugendorf von Beginn an eingesetzt wurde. In der Saison 2016/17 wurde er mit Anif Meister der Regionalliga West.
Im Jänner 2018 wechselte Reiner zum Zweitligisten SV Ried, bei dem er einen bis Juni 2020 laufenden Vertrag erhielt. Sein Debüt in der zweiten Liga gab er im Februar 2018, als er am 21. Spieltag der Saison 2017/18 gegen den Floridsdorfer AC in der Startelf stand. Mit Ried stieg er 2020 in die Bundesliga auf. In vier Jahren im Innviertel kam er insgesamt zu 39 Bundes- und 41 Zweitligaeinsätzen. Im Jänner 2022 wechselte der Innenverteidiger nach Polen zu Piast Gliwice, wo er einen bis Juni 2025 laufenden Vertrag erhielt. Für Piast kam er in eineinhalb Jahren zu 18 Einsätzen in der Ekstraklasa.
Zur Saison 2023/24 kehrte Reiner wieder nach Österreich zurück und wechselte leihweise zum SCR Altach. Während der Leihe kam er zu 23 Bundesligaeinsätzen für Altach. Zur Saison 2024/25 kehrte er dann nach Gliwice zurück. Dort kam er aber verletzungsbedingt zu keinem weiteren Einsatz. Im Februar 2025 verließ er die Polen endgültig und schloss sich dem chinesischen Zweitligisten Shaanxi Union an.